# Kleszczyniec
Kleszczyniec (deutsch Kleschinz, kaschubisch Kleszszënc) ist ein kaschubisches Dorf in der polnischen Woiwodschaft Pommern und legt im Bereich der Gemeinde Czarna Dąbrówka (Schwarz Damerkow) im Powiat Bytowski (Kreis Bütow).

## Geographische Lage und Verkehrsanbindung
Kleszczyniec liegt in Hinterpommern, nördlich der Kreisstadt Bytów (Bütow) an der polnischen Woiwodschaftsstraße 212, die hier ein Teilstück der deutschen Reichsstraße 158 bildet. Außerdem ist der Ort von Podkomorzyce (Niemietzke) im Nordwesten sowie Lupawsko (Lupowske) im Südosten zu erreichen. Eine Bahnanbindung besteht nicht.
Im Norden des Ortes bereichern hier die ehemals Kopgienz-Seen genannten Gewässer die Hügellandschaft zwischen Łupawa (Lupow) und Słupia (Stolpe).

## Ortsname
In alten Urkunden erscheint Kleszczyniec als Klenzentzke, Kleszenz, Clenszensse, Clenczintze und – bis 1945 – als Kleschinz.

## Geschichte
Der historischen Dorfform nach ist Kleszczyniec ein großes Angerdorf. Es war ein altes Puttkamersches Lehen. 1457 wird Martin von Puttkamer als Eigentümer genannt. Durch Heirat des Georg Christian von Zitzewitz mit Marie Margarete von Puttkamer auf Kleschinz B kam dieses 1725 in den Besitz derer von Zitzewitz. 1775 erwarb Joachim Friedrich von Zitzewitz auch Kleschinz A von einem Puttkamer.
Kleschinz hatte unter den Folgen des Dreißigjährigen Krieges besonders schwer zu leiden und wurde 1637 vollkommen eingeäschert.
Um 1784 hatte Kleschinz ein Vorwerk, vier Bauern, sechs Kossäten, einen Schulmeister und insgesamt 20 Feuerstellen. 1799 musste Karl Heinrich von Zitzewitz Kleschinz an den Landrat Lorenz von Puttkamer herausgeben. Sein Sohn Albert verkaufte es 1824 an einen von Reckow, und 1857 kam es in den Besitz von Herrn von Domarus. Nach der Aufsiedlung zu Beginn des 20. Jahrhunderts wurde aus dem Gutsdorf ein Bauerndorf.
Im Jahre 1910 zählte Kleschinz 430 Einwohner. Ihre Zahl betrug 1933 bereits 473 und 1939 noch 463.
Im Jahr 1925 standen in Kleschinz 61 Wohngebäude. 1939 hatte die Gemeinde Kleschinz 66 landwirtschaftliche Betriebe.
Vor 1945 gehörte die Gemeinde Kleschinz zum Landkreis Stolp im Regierungsbezirk Köslin der preußischen Provinz Pommern. Die Gemeindefläche war 1.265 Hektar groß. Die Gemeinde hatte insgesamt drei Wohnorte:
- Karlsfelde (heute polnisch: Połupino)
- Kleschinz
- Vorwerk Laßke

Die Gemeinde war bis 1945 in den Amts- und Standesamtsbezirk Groß Nossin (Nożyno) eingegliedert. 
Gegen Ende des Zweiten Weltkriegs wurde Kleschinz am 8. März 1945 von der Roten Armee besetzt. Nach Kriegsende wurde Kleschinz zusammen mit ganz Hinterpommern unter polnische Verwaltung gestellt. Anschließend übernahmen Polen Häuser und Gehöfte des Dorfes. Kleschinz wurde in Kleszczyniec umbenannt. In der Folgezeit wurden alle Dorfbewohner vertrieben.
Später wurden in der Bundesrepublik Deutschland 277 und in der DDR 92 aus Kleschinz vertriebene Dorfbewohner ermittelt.
Das Dorf mit seinen heute etwa 265 Einwohnern ist Sitz eines Schulzenamtes der Gmina Czarna Dąbrówka im Powiat Bytowski in der Woiwodschaft Pommern (1975 bis 1998 Woiwodschaft Słupsk).

## Kirche
Bei bis 1945 überwiegend evangelischer Bevölkerung war Kleschinz in das Kirchspiel Groß Nossin (Nożyno) im Kirchenkreis Bütow (Bytów) der Kirchenprovinz Pommern der Kirche der Altpreußischen Union eingepfarrt.
Seit 1945 lebt in Kleszczyniec eine überwiegend katholische Bevölkerung. Der Bezug zum Pfarrort ist geblieben, nur dass Nożyno jetzt zum Dekanat Łupawa (Lupow) im Bistum Pelplin der Katholischen Kirche in Polen gehört. Evangelische Kirchenglieder sind in die Kreuzkirchengemeinde in Słupsk (Stolp) in der Diözese Pommern-Großpolen der Evangelisch-Augsburgischen Kirche in Polen eingegliedert.

## Schule
In Kleschinz gab es vor 1945 eine dreistufige Volksschule mit drei Klassen und einem Lehrer, der 74 Schulkinder unterrichtete.